# Giuseppina Grassi
Alessandra Giuseppina Grassi Herrera (29 de agosto de 1976) es una ciclista de ruta profesional mexicana. Ganó una medalla de plata en la competencia contrarreloj femenina en los Juegos Panamericanos de 2007 en Río de Janeiro, Brasil, y luego representó a México en los Juegos Olímpicos de Pekín 2008.

## Carrera
Grassi clasificó para la escuadra mexicana, como ciclista femenina solitaria, en la carrera de ruta femenina en los Juegos Olímpicos de Pekín de 2008 al recibir una sola plaza de la Copa del Mundo de Ciclismo femenino. Grassi completó con éxito una carrera agotadora logrando el cuadragésimo quinto lugar con un tiempo de 3:36:35, registrando el mismo tiempo, pero terminando detrás de Lieselot Decroix de Bélgica por una pulgada.

## Logros de su carrera

### 2005
- Lugar 32 en el Tour de Flandes[6]
- Lugar 62 en el Campeonato del Mundo - Ruta Mujeres[6]

### 2007
- 2.º lugar en los Juegos Panamericanos, Río de Janeiro (BRA)
- 2.º lugar en el Campeonato Panamericano
- Lugar 39 en el Campeonato del Mundo - Contrarreloj femenino[6]
- Lugar 76 en el Campeonato del Mundo - Ruta Mujeres[6]

### 2008
- Primer lugar en el Campeonato de México
- Lugar 45 en los Juegos Olímpicos de Pekín[6]

### 2012
- 2.º lugar en el Campeonato de México - Ruta femenino[7]